# Ulica Norymberska w Krakowie
Ulica Norymberska – ulica w Krakowie, w dzielnicy VIII Dębniki, na Dębnikach. Łączy ulicę Tyniecką z ulicami S. Grota-Roweckiego i S. Rostworowskiego.
Fragment historycznej drogi łączącej Zakrzówek z Pychowicami – nosiła wówczas nazwę ulicy Pychowickiej (droga ta prowadziła aż do Wilgi). Po II wojnie światowej zmieniono jej nazwę na ulicę Ruczaj (nazwę ul. Pychowickiej nadano pobliskiemu fragmentowi ul. Rydlówka). W 2004 fragmentowi ul. Ruczaj od ul. Grota-Roweckiego do ul. Tynieckiej nadano obecną nazwę ulicy Norymberskiej, co związane było z obchodami 25. rocznicy podpisania umowy partnerskiej Krakowa i Norymbergi.